# Freija
Freija (franska: Freija (CR), Freija (Commune Rurale), arabiska: بونرار) är en kommun i Marocko.   Den ligger i provinsen Taroudannt och regionen Souss-Massa, i den centrala delen av landet, 400 km söder om huvudstaden Rabat. Antalet invånare är 7 679.